# Онучин, Михаил Васильевич
Михаил Васильевич Онучин (16 сентября 1903 — 5 октября 1943) — полковник Рабоче-крестьянской Красной Армии, участник Великой Отечественной войны, Герой Советского Союза (1943).

## Биография
Михаил Онучин родился 16 сентября 1903 года в деревне Малое Онучино (ныне — Сернурский район Марий Эл). После окончания средней школы учился в учительской семинарии. В 1921 году Онучин был призван на службу в Рабоче-крестьянскую Красную Армию. Окончил Казанскую военно-инженерную школу и фортификационно-строительный факультет Военно-технической академии. С июня 1942 года — на фронтах Великой Отечественной войны.
К сентябрю 1943 года гвардии полковник Михаил Онучин командовал инженерными войсками 3-й гвардейской танковой армии Воронежского фронта. Отличился во время битвы за Днепр. 22 сентября 1943 года под руководством Онучина начала строиться переправа через Днепр в районе сёл Трахтемиров и Григоровка Каневского района Черкасской области Украинской ССР. Онучин круглосуточно находился на месте строительства, непосредственно руководя всеми работами, не считаясь с опасностью для жизни — все работы велись в условиях авианалётов и артобстрелов. 5 октября 1943 года во время очередного авиационного налёта Онучин погиб. Похоронен в братской могиле в городе Переяслав Киевской области Украины.
Указом Президиума Верховного Совета СССР от 17 ноября 1943 года за «образцовое выполнение боевых заданий командования на фронте борьбы с немецкими захватчиками и проявленные при этом отвагу и геройство» гвардии полковник Михаил Онучин посмертно был удостоен высокого звания Героя Советского Союза. Также был награждён орденами Ленина и Красного Знамени.
В честь Онучина названа улица в Переяславе и Зашижемская восьмилетняя школа Сернурского района.